# Listă de filme sovietice din 1930
- Filme sovietice din: 1929 — 1930 — 1931

Aceasta este o listă de filme produse în Uniunea Sovietică în 1930.
| Titlu                          | Titlu original                      | Regizor                           | Distribuție                                        | Gen        | Note                      |
| ------------------------------ | ----------------------------------- | --------------------------------- | -------------------------------------------------- | ---------- | ------------------------- |
| 1930                           |                                     |                                   |                                                    |            |                           |
| Douăzeci și două de nenorociri | Двадцать два несчастья              | Serghei Gherasimov                | Sofia Magarill, Yanina Zheimo, Elena Kuzmina       | satiră     | scurtmetraj, film pierdut |
| Avenger                        | Мститель                            | Boris Shpis                       |                                                    |            |                           |
| Orașe și ani                   | Города и годы                       | Evgheni Cerveakov                 | Bernhard Goetzke                                   | Drama      |                           |
| The Civil Servant              | Государственный чиновник            | Ivan Pyryev                       | Maksim Shtraukh                                    | Comedie    |                           |
| Earth                          | Зeмля                               | Aleksandr Dovzhenko               | Stepan Shkurat, Semyon Svashenko, Yuliya Solntseva | Drama      |                           |
| The Earth Is Thirsty           | Земля жаждет                        | Yuli Raizman                      | Y. Agramov                                         | Drama      |                           |
| The Ghost That Never Returns   | Привидение, которое не возвращается | Abram Room                        | Boris Ferdinandov, A. Filippov, Karl Gurnyak       | Drama      |                           |
| Judas                          | Иуда                                | Evgeniy Ivanov-Barkov             | Aleksandr Antonov                                  | Drama      |                           |
| The Last Port                  | Последнии порта                     | Arnold Kordyum                    | Pyotr Masokha, Sergei Minin, Ladislav Golichenko   | Drama      |                           |
| The Plan for Great Works       | План великих работ                  | Abram Room                        |                                                    | Documentar |                           |
| Salt for Svanetia              | Соль Сванетии                       | Mikhail Kalatozov                 |                                                    | Documentar |                           |
| A Simple Case                  | Простой случай                      | Vsevolod Pudovkin, Mikhail Doller | Aleksandr Baturin                                  | Romantic   |                           |
| The Sleeping Beauty            | Спящая красавица                    | Georgi Vasilyev, Sergei Vasilyev  | Konstantin Mukhutdinov                             | Drama      |                           |
| St. Jorgens's Day              | Праздник Святого Йоргена            | Yakov Protazanov                  | Igor Ilyinsky, Anatoli Ktorov                      | Comedie    |                           |
| Wind in the Face               | Ветер в лицо                        | Iosif Kheifits, Aleksandr Zarkhi  | Aleksandr Melnikov                                 | Drama      |                           |